# Institut médico-légal de Lyon
Pour les articles homonymes, voir IML.

L’institut médico-légal (IML) de Lyon est une morgue située 12 avenue Rockefeller, 8e arrondissement de Lyon. Il fait partie des huit instituts médico-légaux de la France, avec près de huit cents autopsies effectuées chaque année.

## Historique
L'institut s'installe en 1933 dans les locaux de la faculté de médecine Lyon-Est et fait partie de l'université Claude-Bernard-Lyon-I.